# Studia theodisca

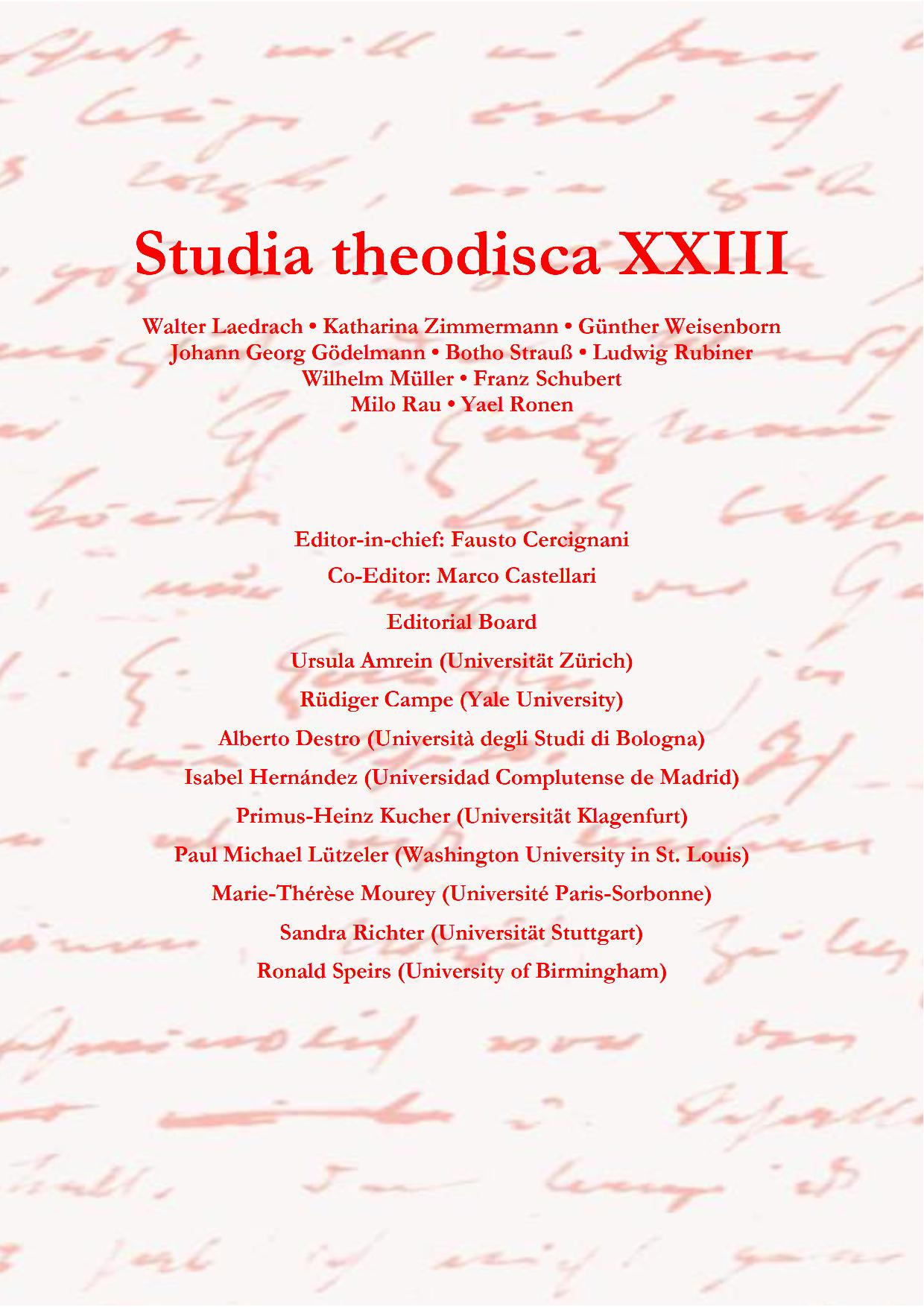
Copertina di "Studia theodisca" 23 (2016)

Studia theodisca (e-ISSN 2385-2917) è un periodico italiano dedicato allo studio della cultura e della letteratura dei paesi di lingua tedesca. È pubblicato annualmente, in autunno, come rivista accademica elettronica ad accesso libero e a revisione paritaria, ospitata dalla Università degli Studi di Milano - Riviste UNIMI sulla piattaforma OJS (Open Journal Systems). Fu fondata nel 1994 da Fausto Cercignani, che da allora la dirige. La rivista è apparsa in rete per la prima volta con il Volume XVIII (2011).
I volumi I-XVII sono usciti a stampa (p-ISSN 1593-2478) tra il 1994 e il 2010, ma sono attualmente disponibili sul sito web della rivista in formato PDF ricercabile.
Studia theodisca è indicizzata su:
- ESCI- Web of Science’ Emerging Sources Citation Index
- DOAJ - Directory of Open Access Journals
- ERIH PLUS - The European Reference Index for the Humanities and the Social Sciences
- EZB - Elektronische Zeitschriftenbibliothek
- ZDB - Zeitschriften Datenbank
- BASE - Bielefeld Academic Search Engine
- ROAD - Directory of Open Access Scholarly Resources
- PLEIADI - Portale per la Letteratura Scientifica
- WorldCat - The world's largest library catalog